# Amblyodipsas rodhaini
Espèce
Synonymes
- Rhinocalamus rodhaini De Witte, 1930

Statut de conservation UICN

 DD  : Données insuffisantes
Amblyodipsas rodhaini est une espèce de serpents de la famille des Lamprophiidae. 

## Répartition
Cette espèce est endémique du sud de la République démocratique du Congo.

## Description
C'est un serpent venimeux.

## Publication originale
- De Witte, 1930 : Un serpent du Congo Belge (Rhinocalamus rhodaini sp.n.). Revue de zoologie et de botanique africaines, vol. 19, n. 1, p. 1-3.